# Susanne Bellenhaus
Susanne Bellenhaus (geborene Bassfeld; * 18. November 1977 in Münster) ist eine deutsche Fernsehmoderatorin.

## Leben
Während des Diplomsportstudiums mit dem Schwerpunkt Medien und Kommunikation an der Deutschen Sporthochschule in Köln sammelte Bassfeld zwischen 1998 und 2004 erste Erfahrungen mit dem Mediengeschäft. Sie machte Praktika bei den Fernsehsendern DSF, RTL und bei den Zeitungen Kölnische Rundschau und der Bild-Zeitung. Erste Berufserfahrungen sammelte sie beim WDR als Hospitanz in Zimmer Frei und bei RTL als freie Mitarbeiterin.
Die Moderationskarriere begann im Jahr 2004 mit der Moderation der Sendung NBC Giga im Bereich Sports auf dem Sender NBC Europe GIGA.
Es folgten weitere Moderationen beim Sender NBC Europe GIGA. Ab Juli 2006 moderierte Susanne Bellenhaus auf dem Sender Rhein-Main-TV die Formate Sport Aktuell, Sport Exklusiv, Das Journal und Skyliners Magazin. Ferner moderierte sie während der Fußball-WM 2006 in Deutschland die Sendung Freistoß – die WM-Sendung für den Spartenkanal Vodafone Handy-TV. Bekannt wurde Susanne Bellenhaus im Jahr 2006 durch die Moderation der Formate MyWorld, ROFL TV, GIGA Island und Love Shack bei GIGA.
Susanne Bellenhaus hatte Kurzauftritte in den Fernsehserien Alles Axel und Mensch Markus. Darüber hinaus war sie Statistin in den TV-Produktionen Verbotene Liebe, Unter uns und Lindenstraße.
Seit Mitte 2008 ist sie verheiratet. Seitdem heißt sie Bellenhaus.